# Гашпар Міклош Тамаш
Гашпар Міклош Тамаш (угор. Tamás Gáspár Miklós, відомий також як ТГМ (TGM — за ініціалами), 28 листопада 1948, Клуж, Румунія — 15 січня 2023) — угорський громадський і політичний діяч, філософ-марксист, румунський угорець частково єврейського походження. Колишній дисидент, був одним із провідних лівих мислителів Угорщини у постсоціалістичний період.

## Біографія
Народився в Клуж-Напоці (Коложваре) в родині письменника Гашпара Тамаша і Ержебети Краус. Під час Голокосту його бабуся по материнській лінії загинула в концтаборі Аушвіц.
Закінчив філософський факультет Клужського університету імені Бабеша-Бояї в 1972 році. Навчався у Дьордя Бреттера, угорського філософа, на якого вплинули західний марксизм, Будапештська школа і екзистенціалізм. В 1977 році захистив дипломну роботу з філософії Декарта.
У 1972—1978 роках працював журналістом в Румунії, потім перебрався до Угорщини. До 1980 року був науковим співробітником кафедри історії філософії Будапештського університету імені Лоранда Етвеша, однак був звільнений за «опозиційну поведінку» — написав і підписав власним ім'ям памфлет, спрямований проти введення в Польщі воєнного стану. У 1981 році Г. М. Тамаша офіційно вигнали з Румунії за критику режиму Чаушеску.
Він переїхав на Захід, де читав лекції в Єльському університеті, вищих навчальних закладах Великої Британії та Франції. В результаті, Гашпар Міклош Тамаш, що вийшов з комуністичної сім'ї, спочатку близький до «нових лівих» і критикував устрій східноєвропейських «народних демократій» із лібертарно-соціалістичних позицій, подібно до низки інших дисидентів, перейшов до праволіберальної ідеології — нині він характеризує себе в 1980-ті роки як «торі-анархіста».
ТГМ став одним із провідних представників демократичної опозиції епохи Яноша Кадара. У 1985 році взяв участь у зустрічі антикомуністичних опозиційних діячів в Монорі. Стояв біля витоків ліберальної партії Альянс вільних демократів (АВД, SZDSZ). У 1989 році в якості представника вільних демократів потрапив в тоді ще однопартійний парламент, замінивши відкликаного політика з Угорської соціалістичної робочої партії Петера Варконьї. У 1990—1994 роках — депутат національних зборів, у 1992—1994 роках — голова Національного комітету АВД.
Згодом в інтерв'ю британському троцькісту Крісу Харману Г. М. Тамаш підкреслював, що «всі лідери угорської опозиції побували на Заході у 1980-х. Ми бачили, що означає Рональд Рейган. Ми знали, що сталося в 1973 році у Чилі… Ми брали капіталізм з усіма його вадами, причому далеко не скандинавську модель, а американську». Однак переломними для світогляду Г. М. Тамаша стали перші два роки його перебування в парламенті, за час яких свої робочі місця втратили два мільйони угорців: «Це найбільша ганьба в моєму житті». Переосмисливши свою участь у повороті країни до капіталізму, Тамаш у 2000 році вийшов з союзу вільних демократів і знову звернувся до марксизму, спираючись на критику радянської моделі «зліва» (Льва Троцького, Бориса Суваріна, Віктора Сержа). Зараз він не відносить себе до якогось окремого напрямку марксизму, але відзначає вплив на нього Карла Корша, Корнеліуса Касторіадіса, групи «Криза», операїзму, Девіда Гарві та інших.
У 1989 Г. М. Тамаш повертається в Будапештський університет, де стає доцентом на кафедрі філософії юридичного факультету. З 2007 року — запрошений професор Центрально-Європейського університету. Був старшим співробітником Інституту філософії Угорської академії наук, поки не був звільнений у 2010 році — під приводом досягнення пенсійного віку, хоча спостерігачі відзначають політичну мотивацію даного рішення. Оскільки в часи Угорської народної республіки філософа вже звільняли, і він тривалий час працював за кордоном, він може розраховувати лише на мінімальну пенсію. Незадовго до цього з Академії наук з аналогічних міркувань була звільнена Ержебет Салаї, відома соціологиня лівих поглядів.
З 2002 року — заступник голови альтерглобалістської організації АТТАК-Угорщина Матяша Беника.
У 2008 році Гашпар Міклош Тамаш був серед засновників «Соціальної хартії». У 2009 році з пропозицією очолити виборчий список на виборах в Європарламент до нього звернувся блок «Зелені ліві» (Zöld Baloldal). Тамаш відповів згодою, але «Зелені ліві» через бюрократичні перешкоди не були допущені до виборів.
У травні 2010 року Гашпар Міклош Тамаш був обраний головою партії «Зелені ліві», що має антикапіталістичну, соціалістичну, екологічну, феміністичну і антирасистську спрямованість.
ТГМ відомий своїми виступами проти неофашизму, ксенофобії, расизму, нетерпимості до циган, що характеризують угорських ультраправих — партію «Йоббік». Рівним чином він критикує і правлячу правоконсервативну партію «Фідес — Угорський громадянський союз», яка узурпувала, на його думку, владу в країні. Одним із головних об'єктів його досліджень є східноєвропейський «постфашизм»
Гашпар Міклош Тамаш — автор низки книг із соціальної теорії і політичної філософії. Його праці перекладені на 12 мов. Зокрема, на багато європейських мов була перекладена його книга «Telling the truth about class» («Кажучи правду про клас»). Вільно володіє англійською, французькою, німецькою та румунською мовами.
Помер 15 січня 2023 року після важкої хвороби.
Похований 31 січня 2023 року на кладовищі Фаркашрет у Будапешті. З промовами виступили Гергей Карачонь, Крістіна Барані, Роза Ходосан, Шандор Радноті, Жужа Селем, Балаж Сіпош та Габор Івані.

## Нагороди
В 1995 році отримав премію Фонду Сороса. У 2005 році нагороджений середнім хрестом Ордена Угорської Республіки за «видатні наукові та педагогічні праці, публіцистичну та громадську діяльність». У 2009 році відзначений премією «Двадцятиріччя Республіки».